# Allan Gardens

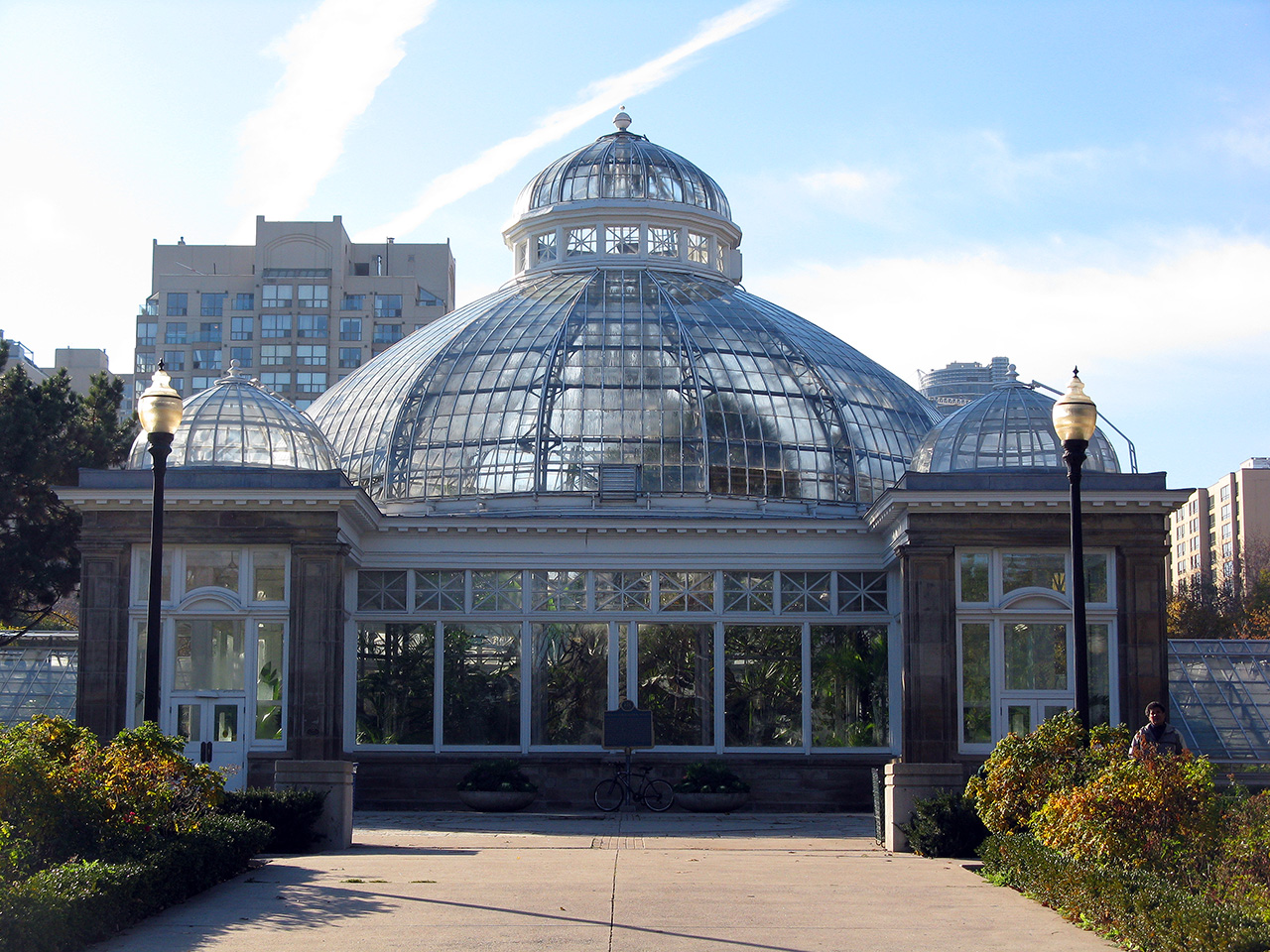
Palm House, Allan Gardens

Allan Gardens est un parc et un jardin botanique de la ville de Toronto, au Canada. Il a ouvert ses portes en 1858, ce qui en fait le plus vieux parc de la ville de Toronto. 
Situé dans le quartier de Garden District (en), il est délimité par les rues Jarvis Street à l'ouest, Sherbourne Street à l'est, Carlton Street au nord et Gerrard Street East au sud.